# Kathryn Hach-Darrow
Kathryn "Kitty" Hach-Darrow (Bucklin, 20 de outubro de 1922 – Loveland, 4 de junho de 2020) foi uma química e empresária estadunidense, co-fundadora da Hach Company em 1947 com seu primeiro marido Clifford C. Hach.
Hach-Darrow foi essencial na expansão da companhia, voando em seu próprio aeroplano vendendo os kits de purificação de água de sua companhia.
Morreu no dia 4 de junho de 2020 em Loveland, aos 97 anos.